# Mariage à l'iranienne

Mariage à l’iranienne (persan : ازدواج به سبک ایرانی, Ezdevaj be Sabk-e Irani) est un film iranien réalisé par Hassan Fathi, sorti en 2006.

## Synopsis
Shirin Sar-Poulaki est la fille unique d'un influent homme d'affaires du grand bazar de Téhéran, Hajji Ebrahim. Shirin mène la vie tranquille d'une jeune fille de la bonne société de Téhéran, mais son oncle Saïd s'entête auprès de son père pour l'engager dans son agence de voyages; elle se décide enfin à travailler pour se familiariser avec le monde du travail.
Mais le destin lui réserve un sort bien différent de ce que son père et sa famille souhaitent. Un jour, un séduisant jeune Américain se rend à l'agence pour acheter un billet d'avion pour Chiraz, la ville des roses et des poètes.
Un véritable coup de foudre se produit entre les deux jeunes gens.
Voilà que tout est chamboulé, puisque Hajji Ebrahim refuse catégoriquement d'accorder la main de sa fille unique à un étranger, et, plus spécialement, à un Américain.

## Fiche technique
- Titre original: Ezdevâdj bé sabké irâni
- Titre en français : Mariage à l’iranienne
- Réalisation : Hassan Fathi
- Scénario : Minoo Farshchi
- Photographie : Kazem Shahbazi
- Montage : Mostafa Kherghehpoosh
- Musique : Mohammad Sarir
- Production : Ali Moallem
- Pays d'origine:  Iran
- Langue: Persan
- Genre: Comédie
- Durée: 1h50
- Dates de sortie : 
  - États-Unis : 4 août 2006 (Los Angeles, Californie)
  - France : 19 janvier 2007 (Festival international du film de comédie de l'Alpe d'Huez) / 8 août 2007 (sortie nationale)

## Distribution
- Fatemeh Goudarzi
- Dariush Arjmand
- Shila Khodadad
- Daniel Holmes
- Mohammad Reza Sharifinia
- Ladan Tabatabei